# قشلاق موزوهلر
قشلاق موزوهلر یک منطقهٔ مسکونی در ایران است که در دهستان قشلاق غربی واقع شده‌است. قشلاق موزوهلر ۵۸ نفر جمعیت دارد.